# Katherine Phillips
Katherine Philips, även känd som "The Matchless Orinda", född Fowler 1631, död 1664, var en engelsk poet och översättare. 
Hon är känd för sina rojalistiska dikter, som översättare av Pierre Corneille, och hennes brev har utgivits.